# Stadion Čika Dača
Das Stadion Čika Dača (serbisch-kyrillisch Стадион Чика Дача; serbisch für „Stadion Onkel Dača“), meist kurz Čika Dača oder Dača, ist ein Fußballstadion mit Leichtathletikanlage und 15.100 Sitzplätzen. Es ist Heimstätte des FK Radnički Kragujevac, eines serbischen Fußballvereins aus Kragujevac. Das Stadion wurde nach Danilo Stojanović benannt, der als einer der Fußballpioniere im Königreich Serbien unter dem Spitznamen „Čika Dača“ bekannt war.

## Geschichte
Der Bau des Stadions begann im November 1949 und dauerte aus unterschiedlichen Gründen volle acht Jahre. Der Bau wurde am 6. Juni 1957 abgeschlossen. Das Stadion  bot etwa 30.000 Zuschauern Platz. Das Eröffnungsspiel fand zwischen dem FK Radnički Kragujevac und dem FK Partizan statt und endete 2:2 unentschieden.
Die größte Zuschauerzahl, die je im Stadion aufgezeichnet wurde, hatte das Stadion am 15. September 1969 beim Freundschaftsspiel gegen den FC Santos. Etwa 40.000 Zuschauer kamen, um ihre Mannschaft gegen den brasilianischen Spitzenverein um Weltstar Pelé zu unterstützen. Das legendäre Spiel endete spektakulär 4:4. Die Tore für Radnički Kragujevac erzielten Nikolić, Paunović und zweimal Paunovski, während für den FC Santos Pelé einmal traf und Edu einen Hattrick erzielte. 
Neben dem Stadion befinden sich zwei weitere Fußballplätze. 2007 wurden alle Tribünen renoviert und mit Sitzplätzen ausgestattet. 2013 wurde auf einer Fläche von rund 1.400 Quadratmetern ein neues Vereinsgebäude mit Umkleideräumen für Spieler und Schiedsrichter errichtet, sowie Platz für Anti-Doping-Kontrollen, die Jugendmannschaften, die Verwaltung und ein Pressezentrum geschaffen.  Dafür bewilligten die serbische Regierung, die Stadt Kragujevac und Radnički über 100 Millionen serbische Dinar (ca. 1 Million Euro).

## Zukünftige Entwicklungen
Am Stadion sind weitere Umbauten geplant, um den vom Fudbalski savez Srbije (FSS), dem Serbischen Fußball-Bund, und den von der FIFA bzw. UEFA vorgegebenen Sicherheitsstandards für nationale und internationale Fußballveranstaltungen sowie dem UEFA-Stadioninfrastruktur-Reglement gerecht zu werden. So sind die Installation von Flutlichtanlagen, der Bau von V.I.P.-Logen, die Überdachung der Westtribüne sowie die Renovierung der Osttribüne vorgesehen.